# تصريف الأفعال اليابانية
الأفعال اليابانية ، مثل أفعال العديد من اللغات الأخرى ، يمكن تعديلها صوتيًا لتغيير الغرض منها أو الفروق الدقيقة أو المعنى - وهي عملية تُعرف باسم الاقتران . في اليابانية ، يتم الاحتفاظ ببداية الكلمة ( الجذع ) أثناء الاقتران ، بينما يتم تغيير نهاية الكلمة بطريقة ما لتغيير المعنى (هذه هي اللاحقة التصريفية ). تصريفات الأفعال اليابانية مستقلة عن الشخص والعدد والجنس (لا تعتمد على ما إذا كان الفاعل أنا ، أنت ، هو ، هي ، نحن ، إلخ) ؛ يمكن للصيغ المقترنة أن تعبر عن معاني مثل النفي ، المضارع والماضي ، الإرادة ، الصوت المبني للمجهول ، السببية ، الحالة المزاجية الشرطية ، والقدرة. هناك أيضًا أشكال خاصة للاقتران مع الأفعال الأخرى ، ولجمعها مع الجسيمات للحصول على معاني إضافية.
الأفعال اليابانية لها خصائص تراصية : بعض الصيغ المُصَرَّفة هي نفسها أفعال مقترنة (أو i -adjectives ) ، والتي يمكن أن تؤدي إلى ربط العديد من اللواحق معًا في شكل فعل واحد للتعبير عن مجموعة من المعاني.